# Ravensbourne
Il Ravensbourne, noto anche come Deptford Creek, è un fiume inglese affluente di destra del Tamigi che scorre interamente all'interno della Grande Londra.

## Descrizione
Nasce come Ravens Bourne a Keston nel London Borough of Bromley. Scorre verso nord e cambia nome in fiume Ravensbourne a Bromley poco prima di entrare nel territorio del borgo londinese di Lewisham.
Nel suo tratto finale, a nord della stazione di Deptford Bridge è chiamato Deptford Creek e segna il confine tra Lewisham e il Royal Borough of Greenwich. Il fiume sfocia quindi in destra orografica al Tamigi a Greenwich Reach, a nord-est del centro di Deptford.
La Docklands Light Railway segue il corso del fiume dalla stazione di Lewisham fino a poco prima della stazione di Greenwich.

## Storia
Il primo nome documentato è Randesbourne nel 1360, poi Rendesburne nel 1372, Randysborne nel 1516 e Ravensburn nel 1575. L'ortografia successiva di Ravensbourne è quindi dovuta all'etimologia popolare, e il probabile significato è "ruscello di confine", dall'antico inglese rand e burna. 
Il 17 giugno 1497, lungo le rive del Ravensbourne, ebbe luogo la battaglia di Deptford Bridge che pose fine all'insurrezione cornica esplosa in quello stesso anno.